# کانتاله
کانتاله (به لاتین: Kantale) یک منطقهٔ مسکونی در سری‌لانکا است که در ناحیه ترینکومالی واقع شده‌است.